# Compétence (biologie)
En biologie, la compétence est la capacité d'une cellule à prélever une molécule d'ADN libre dans son environnement par le phénomène de transformation. 
On distingue la compétence naturelle de certaines bactéries (se produisant dans la nature), à la compétence artificielle acquise après traitement en laboratoire.